# Шарапов, Евгений (шахматист)
Евге́ний Шара́пов (укр. Євген Шарапов; род. 29 октября 1981) — украинский шахматист, гроссмейстер (2010).

## Биография
Достиг значительных успехов в команде Национальной юридической академии Украины имени Ярослава Мудрого (Харьков): в 2000 стал победителем 8-го командного чемпионата Украины (дополнительно получил серебряную медаль в индивидуальном зачёте), в 1999 и 2001 — выиграл «серебро» и «бронзу» в команде соответственно.
В составе команды «Родовід Крим» бронзовый призёр 12-го командного чемпионата Украины (2005).
В 2007 году Шарапов стал вторым в конкурсе «Лучшие спортсмены города» в номинации «шахматы», проводившимся управлением по физической культуре и спорту Евпатории.
Участник Кубка Крыма по шахматам 2008 года. Победитель Кубка мэра Ужгорода 2009 года. В 2011 году стал победителем «Рапидтурнира, посвящённого памяти заслуженного тренера Украины Владимира Калужина» и занял второе место на 27-й международном опен-турнире в Каппель-ля-Гранде (Франция).
Являлся тренером Евпаторийского шахматно-шашечного клуба.

## Спортивные результаты
| Год  | Город     | Турнир                    | + | − | = | Результат | Место |
| ---- | --------- | ------------------------- | - | - | - | --------- | ----- |
| 2008 | Витино    | «Vitino-Crimea»           | 8 | 1 | 5 | 10½ из 14 | 1     |
| 2009 | Евпатория | «Pokrova-Army of Ukraine» | 7 | 0 | 7 | 10½ из 14 | 1     |

## Изменения рейтинга
| Графики недоступны из-за технических проблем. См. информацию на Фабрикаторе и на mediawiki.org. |